# Тукай-Тамак
Тукай-Тамак (баш. Тукайтамак) — деревня в Илишевском районе Республики Башкортостан Российской Федерации. Входит в состав Исаметовского сельсовета.

## География

### Географическое положение
Расстояние до:
- районного центра (Верхнеяркеево): 29 км,
- центра сельсовета (Исаметово): 12 км,
- ближайшей ж/д станции (Буздяк): 136 км.

## Население
| 2002 | 2009 | 2010 |
| ---- | ---- | ---- |
| 152  | ↘108 | ↘100 |

Национальный состав
Согласно переписи 2002 года, преобладающая национальность — башкиры (88 %).